# Saint-Vincent-de-Barbeyrargues

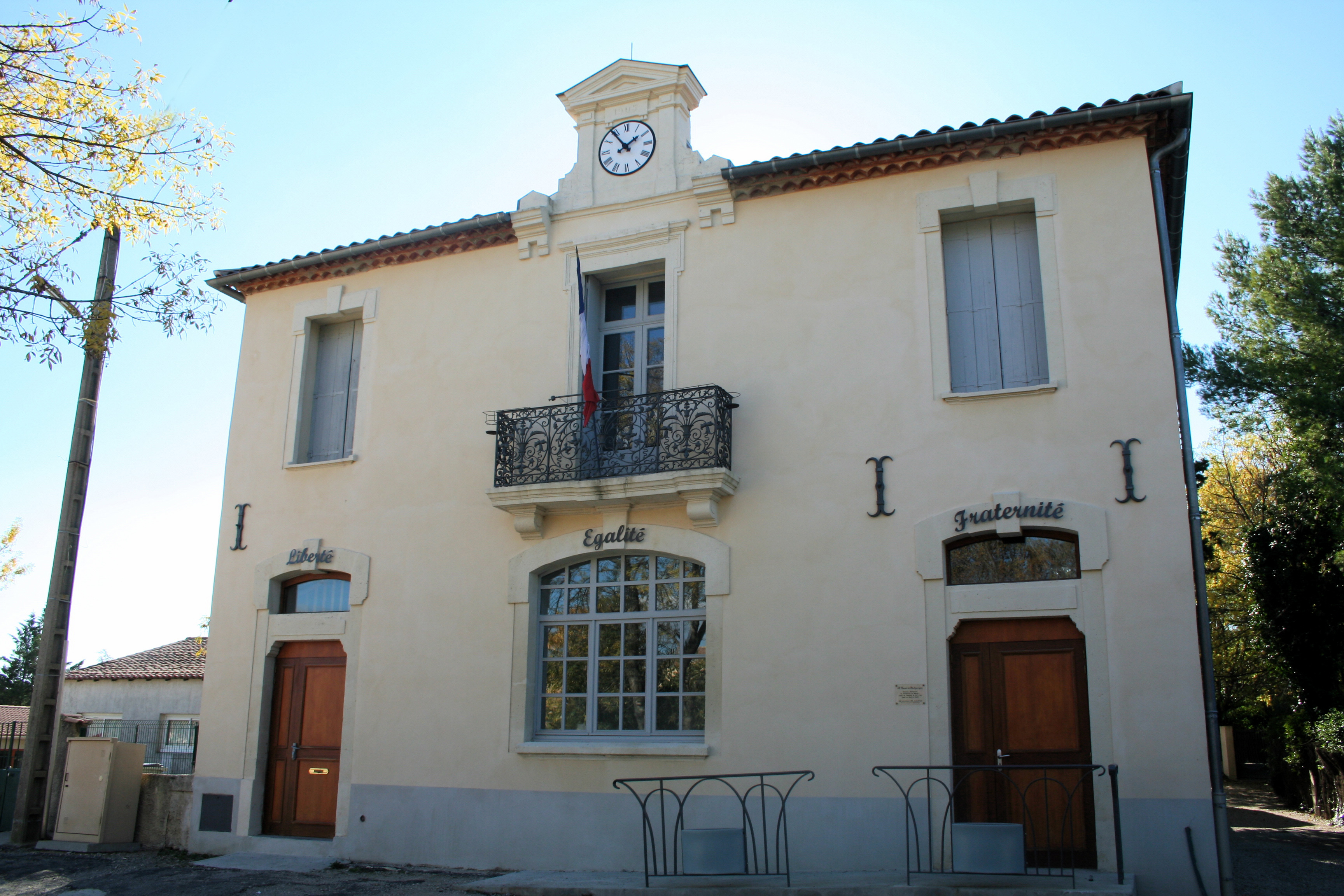
Ratusz w Saint-Vincent-de-Barbeyrargues, 2007

Saint-Vincent-de-Barbeyrargues – miejscowość i gmina we Francji, w regionie Oksytania, w departamencie Hérault.
Według danych na rok 1990 gminę zamieszkiwało 457 osób, a gęstość zaludnienia wynosiła 204 osoby/km² (wśród 1545 gmin Langwedocji-Roussillon Saint-Vincent-de-Barbeyrargues plasuje się na 538. miejscu pod względem liczby ludności, natomiast pod względem powierzchni na miejscu 1104.).

## Populacja

Populacja Saint-Vincent-de-Barbeyrargues w latach 1962-2008